# Pseudobombax heteromorphum
Pseudobombax heteromorphum là một loài thực vật có hoa trong họ Cẩm quỳ. Loài này được (Kuntze) A. Robyns miêu tả khoa học đầu tiên năm 1963.